# Glossario dei termini marinareschi (A-B)
Questa lista è suscettibile di variazioni e potrebbe essere incompleta o non aggiornata.

Il glossario è utile per la comprensione del linguaggio della storia della navigazione, degli sport velici e della marineria in generale.

## A
Abbattereimprimere alla barca un movimento di rotazione orizzontale per prendere il vento sul bordo stabilito al momento di salpare l'ancora, o per compiere una virata di bordo in poppa (vedi anche strambare).
Abbattere in carenaoperazione effettuata ai fini di carenare la nave (pulizia della carena e sua eventuale pitturazione), in prossimità di una costa, mediante sbandamento della stessa con drizze fissate a terra.
Abbisciareadagiare una cima in ampie spire in modo da poterla poi svolgere agevolmente.
Abboccarelo sbandare di un bastimento tanto da rasentare l'acqua con la falchetta o da farla entrare dentro. Navigare con l'acqua al trincarino.
AbbordaTermine di comando dato ad altra nave affinché si accosti.
AbbordareAccostarsi con una imbarcazione ad altra imbarcazione.
Abbordocollisione accidentale tra due navi o imbarcazioni. Da cui le "Regole per evitare gli abbordi in mare".
Abbozzare
1. sistemare una ritenuta (bozza) su un cavo in modo che rimanga in tensione mentre gli si dà volta alla bitta;
2. mettere le bozze alla catena di un catamarano, affinché esso non giri in maniera anomala sull'ancora.
Abbrivareimprimere una forza propulsiva ad una imbarcazione; accelerare il tanto da rendere la barca o la nave governabile con il timone.
Abbrivo, Abbrivioil procedere per inerzia di un'imbarcazione quando la spinta delle vele o del motore è terminata.
Accollo (A collo)si dice di una vela che si gonfia con la scotta di sopravvento cazzata. È una manovra che viene praticata, generalmente con il fiocco, per fermare un'imbarcazione (mettersi "alla cappa").
Accostare
1. dirigere la prua a dritta o a sinistra per far assumere alla barca la rotta desiderata. (es.: Accostare di 10 gradi a sinistra).
2. virare di bordo in prora
3. avvicinarsi ad un'altra imbarcazione o a una banchina.
Accostatamutamento di rotta.
Acque territorialila fascia di mare sino a 12 miglia dalla costa.
Addietrola parte della nave a poppavia della sezione maestra. La parte opposta si dice avanti.
Acrostolio
Addugliarecogliere un cavo a spirale, avvolgendolo su sé stesso con giri chiamati duglie.
Afforcaredare fondo a due ancore, una sulla sinistra e l'altra sulla dritta, in modo che le catene formino un angolo conveniente. Serve ad assicurare una buona tenuta in caso di maltempo.
Agghiacciobarra del timone nei vascelli a vela o anche in generale tutto il sistema degli organi meccanici che trasmettono il movimento al timone. Può essere semplicemente un settore mosso da cavi (i frenelli) o da un servomotore idraulico.
Agghindareissare gli alberi di gabbia per porli in posizione
Aggottaretogliere l'acqua entrata in un'imbarcazione (anche sgottare).
Agguantaresmettere di far correre o di tirare un cavo (o una catena) tenendolo ben fermo. Anche: fermare un'imbarcazione a remi mantenendo questi con le pale di taglio al mare. Dicesi che agguanta di un'ancora che fa ben presa sul fondo. L'espressione agguanta una maglia sta per fermiamoci un attimo a riflettere.
Agugliottola parte maschio della cerniera del timone, solidamente fissata ad esso, che gli consente il sostegno allo specchio di poppa e la rotazione. L'agugliotto viene agganciato alla femminella nel montaggio del timone.
Alaggiooperazione con cui si tira in secco un'imbarcazione per farla svernare o per i lavori di manutenzione o di rimessaggio.
Alambardatamovimento sul piano orizzontale di una nave alla fonda (o all'ancora) in forma di "otto" allungato, causato dal vento
Alaretirare con forza una cima o un cavo orizzontalmente o verticalmente. Per estensione, il termine indica l'operazione di mettere a terra un'imbarcazione, da cui: alaggio.
Alberarealzare l'albero di un'imbarcazione assicurandolo con il sartiame. Il contrario è disalberare.
Alberatural'insieme degli alberi di una nave con tutti i loro accessori.
Alberofusto quasi cilindrico di legno, di alluminio o altro materiale, sistemato in coperta, verticale che, sui velieri, sostiene le vele. Sussistono anche, per vario uso, sulle navi a propulsione meccanica.
Alette di rolliodispositivi fissati alla carena della nave atti a contrastare il rollio della nave.
All'abbordoTermine di comando per dirigere la nave al bordo di nave nemica.
Alla cappaandatura precauzionale in caso di maltempo.
Alla fondaequivalente di ancorata. Dopo aver dato fondo all'ancora una nave è all'ancora (per l'appunto), alla fonda, alla ruota o al rollo. Es. alla fonda in rada, alla fonda in porto.
Alla lungacavo d'ormeggio che da prua e da poppa si allontana dalla nave, impedendole di avanzare o arretrare; è antagonista dello spring. Il cavo di prora si chiama “barbetta” e quello di poppa “codetta”.
Alla poggiamodo avverbiale per indicare l'allontanamento della prua dalla direzione da cui spira il vento. Venire (o andare) alla poggia equivale a poggiare. Il suo contrario è all'orza.
Alla ruotaancorati con una sola ancora. L'imbarcazione ruoterà nel suo campo di giro.
Allascare o lascarelasciare o allentare (contrario di cazzare). Allascare la vela significa diminuire l'angolo d'incidenza, diminuendo la tensione sulla mano della vela. Il termine deriva dal latino laxus, "largo", "allentato".
Alla viaordine al timoniere per mantenere la rotta seguita in quello stesso istante e proseguire diritto così. Si dice anche alla via così! o via così!.
Alleggioforo di piccole dimensioni, praticato sul fondo dello scafo, che consente la fuoriuscita dell'acqua quando la barca è in secco. Molte derive hanno alleggi automatici praticati nello specchio di poppa o sul fondo del pozzetto. Il tappo di alleggio è detto zaffo.
Allestimentol'insieme di attrezzature ed impianti che vengono montati sullo scafo per rendere l'imbarcazione atta alla funzionalità operativa per cui è stata concepita.
Allineamentonella navigazione, un particolare rilevamento nel quale due punti notevoli risultano allineati.
Allibooperazione di alleggerimento di una nave da carico in rada al fine di ridurre il pescaggio ed eventualmente consentirne l'attracco, mediante scarico parziale del carico affiancando bettoline, navi o galleggianti in genere.
Allunamentocurvatura convessa di uno o di tutti i lati di una vela. Serve a conferire concavità alla vela, a renderla più o meno grassa. Una vela è piatta quando è tagliata con poco allunamento.
Altezza metacentricamisura indicativa della stabilità dell'imbarcazione. È la distanza tra il metacentro ed il baricentro.
Al traversodirezione perpendicolare all'asse longitudinale della nave.
Altura, navigazione d'alturanavigazione in alto mare, ove non si scorge più la costa.
Amantevedi paranco.
Amantigliomanovra corrente, ovvero una cima, utilizzata per sostenere il boma finché la randa non è drizzata o durante la presa delle mani di terzaroli o per sollevare il tangone a prua dell'imbarcazione.
Ammainarefar muovere verso il basso. Generalmente si dice di un carico sospeso, di una vela, di una bandiera ecc.
Ammanigliareunire tra loro con una falsa maglia o con una maniglia (grillo) due spezzoni di catena o di cavo metallico, o un cavo e la catena alla cicala dell'ancora, oppure all'anello di una boa di ormeggio.
Ammarratadicesi di ancora (sul fondo) quando la cima o la catena si è impigliata su una marra, e tira quindi l'ancora in senso inverso al dovuto.
Ammiragliatoil più noto tipo di ancora
Andaturadirezione della barca rispetto alla direzione del vento. Le tre andature principali sono in poppa, largo, di bolina.
Ancala parte della nave dove i fianchi si arrotondano per formare la poppa. All'anca: all'altezza dell'anca. Avere il vento all'anca: riceverlo in direzione di una delle due anche. Equivale a giardinetto
Àncoraoggetto dall'elevato peso e dalla particolare forma da poter trattenere l'imbarcazione una volta calato sul fondo per mezzo di una cima o di una catena. Esistono vari tipi: da sabbia e da fondale misto. Ognuna ha un suo nome di identificazione:DANFORTH: sabbia. CQR: fondale misto.
Ancora di postal'ancora che si tiene pronta all'uso, cioè di servizio, in contrapposizione a quella di riserva.
Ancora galleggianteattrezzo che si rimorchia per frenare l'andatura in caso di maltempo.
Ancoraggiospecchio d'acqua al riparo dai venti e ridossato dal mare, con fondo buon tenitore, dove una nave o un'imbarcazione possono restare alla fonda senza rischi.
Ancorarsiassicurare la barca al fondo del mare per mezzo di un'ancora e della linea di ancoraggio (catena e/o cima).
Andaturaangolo formato dalla direzione del vento con la direzione della prua di una barca a vela.
Anemometrostrumento che misura la velocità del vento. Insieme al segnavento (che ne indica la direzione di provenienza) costituisce la stazione del vento.
Anguillaelemento di rinforzo strutturale longitudinale che sorregge la coperta.
Anodo sacrificaleplacca di zinco applicata allo scafo metallico con il compito di consumarsi assorbendo le correnti vaganti preservando così dalla corrosione altre parti della nave.
Antennaasta usata per l'armo di vele latine, si monta sull'albero in posizione inclinata verso poppa.
Antivegetativaspeciale vernice che si applica sulla carena per ridurre l'attacco di alghe ed altre incrostazioni, quali i denti di cane.
A piccoin verticale.
Apostolidue pezzi di costruzione, innestati alla ruota di prua, che forniscono appoggio al fasciame.
Apparecchio di timoneinsieme di congegni per cui, girando la ruota del timone, si fa muovere quest'ultimo. Si dice anche macchina del timone. Vedi anche agghiaccio.
Appennellarerinforzare la tenuta di un'ancora che ha già fatto presa dando fondo a un'ancora più piccola, collegata al diamante della prima mediante un cavo o una catena.
Appennellatadicesi di ancora filata appena fuori dalla cubìa, in modo che resti appesa alla catena. In questa posizione è pronta a dare fondo oppure ad essere lavata dal fango trascinato dal fondo quando la si è salpata.
Approdareinsieme delle manovre per avvicinarsi alla riva (proda) o alla spiaggia. Da non confondere con accostare o attraccare.
Approvvigionamentoinsieme delle operazioni per fornire un'imbarcazione di tutti i materiali necessari alla navigazione e alla manutenzione, nonché dei viveri e dell'acqua per l'equipaggio.
Araredicesi di un'ancora che non ha fatto presa e viene trascinata sul fondo. Succede per l'azione di un forte vento o della corrente o per l'eccessiva brevità del calumo.
Arcacciaparte poppiera centrale
Arenarsiandare a impigliarsi con la chiglia in un basso fondo di sabbia o di fanghiglia. L'arenamento può essere accidentale o intenzionale.
Arganomacchinario per il sollevamento di carichi o trazione di funi o catene (es. dell'ancora). Più grosso di un verricello.
A rivain testa d'albero
Armatorecolui che ha l'esercizio della nave, indipendentemente dell'essere o meno proprietario della nave.
Armamento
Armodescrizione dell'equipaggiamento necessario alla navigazione, che determina il tipo di imbarcazione e le sue capacità di navigazione. Anche l'equipaggio di una imbarcazione (ad es. nel canottaggio).
ArrembaggioAggrappare una nave nemica per saltarvi dentro ed impadronirsene. Il termine deriva da "Arrembare", che a sua volta deriva dal termine "Ramphos" (rostro, uncino) della lingua greca.
Arrestatoiomeccanismo a leva per abbozzare la catena dell'ancora. Si trova in coperta tra il salpancore e l'occhio di cubia.
Arridatoiotenditore. Attrezzo impiegato per regolare la tensione delle manovre dormienti, sartie ecc. Il più comune, a doppia vite, viene anche impropriamente chiamato tornichetto.
Arsenaleil luogo ove si effettuano le riparazioni alle navi.
Assuccarestringere, portare a sé. Esempio: assuccare un traversino ovvero recuperarlo il massimo possibile.
Asta
Asta della randa
Asta di controfiocco
Asta di fiocco
Astucciol'elemento che attraversa lo scafo e nel quale passa l'asse portaelica.
Attacco del bomavedi trozza
Attraccare, Attraccoaccostare alla banchina ed ormeggiare.
Attrezzatura
Avariaguasto, danno alla nave o al carico.
Avvisi ai navigantipubblicazione contenente le notizie utili alla navigazione. Gli avvisi urgenti vengono diramati anche via radio.
Avvistarescorgere da lontano, riconoscendo l'oggetto visto.
Avvolgisagolabasetta a forma di H sulla quale si avvolge la sagola.
Azimutdirezione di un punto osservato rispetto al nord.

## B
Babordo
La parte sinistra della nave (dal punto di vista della cabina di comando della nave, guardando avanti verso la prua); è opposto a termine tribordo (chiamato "dritta" nel gergo marinaresco italiano) che indica invece il lato destro. Il termine è entrato nell'italiano comune (attraverso il francese bâbord, ma deriva dall'olandese bakboord, "il bordo alle spalle", perché il timoniere anticamente volgeva le spalle al lato sinistro della nave, in quanto il timone si trovava sul lato destro). Il termine non è d'uso corrente nel gergo della marineria italiana, in cui si usa "sinistra": la sua introduzione, in italiano, è stata veicolata dalle traduzioni di romanzi d'avventura francesi sulla vita marinaresca.
BacinoIl luogo ove si va a riparare o fare manutenzione alla carena.
Baffi
ondine da dislocamento sulla prua della barca
Bafogna
Termine che indica un ristagno di vento (fognatura della bava di vento) con intensità nulla o quasi, supportato da umidità ed alta pressione, tale da non permettere neanche l'insorgere delle correnti termiche nei pressi della costa.
Baglio
Elemento di rinforzo strutturale trasversale continuo che sorregge la coperta, per estensione si intende anche la larghezza dello scafo, in particolare il baglio massimo (baglio maestro) corrisponde alla massima larghezza dell'imbarcazione.
Bagnasciuga
parte compresa tra l'opera viva e l'opera morta.
Ballast
zavorra, sulle imbarcazioni da regata il "water ballast" è un sistema che consente, grazie a delle pompe, di spostare grandi quantità d'acqua all'interno di appositi serbatoi, sia in senso longitudinale che trasversale per ottenere il miglior assetto possibile dell'imbarcazione in qualsiasi andatura.
Baluminail bordo di uscita di una vela.
Banchinapunto di attracco per lo scarico e carico di merci o imbarco e sbarco di passeggeri.
Bandiera
Bando
- insieme delle istruzioni che contraddistinguono una competizione
- lasciare in bando (es. una cima): abbandonare. Vedi imbando.
Barber (completo)barber hauler di tipo completo, attualmente utilizzato più in regata, con sofisticate regolazioni e tre ordini di paranchi e tre regolazioni base (due trasversali e una verticale).
Barber hauler
ordine di manovre con passascotte volante usualmente proravia che constano di bozzelli e golfari ed eventuale carrello o binario analogo al trasto, e che consentono di modificare l'angolo di trazione della scotta sulla bugna del fiocco o del genoa, aprendolo o chiudendolo in prossimità della balumina. Può essere un baber completo o un tweaker.
Barbotin
(francese, si legge barbotén); elemento dell'argano salpancore ove si ingranano le maglie della catena dell'ancora per salparla. Il termine corrispondente in italiano è ruota a impronte
Barcarizzoscala retrattile che viene calata sulle murate per far salire o scendere qualcuno; per estensione di significato, la passerella che collega una barca al molo.
Barral'asta mediante la quale si dirige il timone. È fissata direttamente sulla testa dello stesso.
Baseil lato più basso della vela, compreso tra l'angolo di mura e l'angolo di bugna.
Base misuratapercorso marino rettilineo di lunghezza certa, compreso tra due allineamenti, sul quale vengono effettuate le prove di velocità.
Bassofondo (o basso fondo)zona di mare con poca profondità.
Bastardocavo che forma la trozza dei pennoni antichi.
Batimetricalinea di uguale profondità.
Batiscopiostrumento ottico per l'osservazione di bassi fondali.
Battagliolaringhiera formata verticalmente da aste ed orizzontalmente da corde, cavi metallici o catenelle. Vedi anche voci candeliere e draglia.
Battello-fanalescafo sul quale è montato un apparato luminoso che fa le veci di un fanale o di un faro. Viene ancorato in acque relativamente basse ma dove è impossibile costruire una struttura fissa.
BatturaIncavo longitudinale praticato nei due lati verticali delle chiglie degli scafi di legno per innestarvi il primo corso di fasciame e di seguito a questo vi è il controtorello; la battura viene estesa sia nella ruota di prua che nel dritto di poppa.: Bava di vento
Definizione dell'intensità di vento più vicina all'assenza di vento, il mare indica una lieve corrente o non presenta increspatura alcuna
BeccheggioRotazione di un oggetto attorno all'asse trasversale. In un'imbarcazione, anche il movimento oscillatorio attorno a questo asse (le estremità dello scafo alternativamente si immergono ed escono dall'acqua).
Bigogru a palo brandeggiabile situata sul ponte della nave per lo scarico/carico delle merci dalle stive. Anche "picco di carico".
BigottaBlocco di legno a forma schiacciata, con attorno una scanalatura per applicarvi lo stroppo con il quale deve essere fissata. Nel mezzo sono praticati tre o quattro fori per passarvi i cavi che debbono tesare le sartie o gli stralli. Il nome deriva dal latino "biga" (carro) e serviva per tenere tese le funi della biga. Usata molto nei secoli scorsi nei velieri per tenere tese le manovre fisse (sartie, stragli ecc.) attualmente viene usata nelle imbarcazioni a vela.
Biscaglinascaletta di corda con scalini in legno, chiamati tarozzi. Si appende al bordo della murata per far salire chi si è accostato. Anche "biscaggina" o "buscaggina".
BisciaOgnuno degli intagli praticati in tutti i madieri per fare fluire liberamente verso il pozzo della pompa di sentina l'acqua che si raccoglie tra un madiere e l'altro.
Bitta
- colonnetta di ferro o acciaio a forma di L rovesciata fissata sulle banchine dei moli per avvolgervi i cavi d'ormeggio.
- elemento verticale solidamente fissato al ponte scoperto della nave che serve per tirare i cavi di ormeggio. Sulle imbarcazioni le piccole bitte sono più propriamente dette gallocce.
Boagalleggiante ancorato al fondo, per ormeggio o segnalazione.
Bocca di granchioAnello metallico aperto superiormente fissato sulla nave per il passaggio del cavo di ormeggio.
BoccaportoApertura praticata sul ponte o sulla tuga per permettere l'aerazione e l'illuminazione dei locali sottostanti o per il carico dei materiali nelle stive. Sulla tuga delle barche a vela può essere scorrevole. Durante la navigazione i boccaporti per l'aerazione vengono chiusi, in maniera stagna, da robusti vetri o lastre di plastica trasparente per evitare l'ingresso indesiderato di acqua sottocoperta.
BolinaAndatura che consente alla barca a vela di risalire il vento mantenendo un angolo con il vento reale mediamente tra i 60º e i 37º.
Bomatrave in alluminio, legno o fibra di carbonio che sostiene la base della randa. Il boma è fissato all'albero tramite uno snodo detto trozza che consente al boma di modificare il suo orientamento rispetto all'albero.
Bompressoantenna in alluminio, legno o carbonio fissato orizzontalmente alla prua della barca. Il bompresso viene utilizzato per murare vele come il gennaker. Nei vecchi velieri era un palo che sporgeva fortemente dalla prua.
Bonacciacalma di vento.
Boomkickermanovra moderna a paranco della famiglia dei gnav con armo in posizione superiore al boma, che ne regola la posizione della varea mediante l'ausilio di aste flettenti in fibra di vetro, e cime che agiscono da drizze di regolazione sulla varea dall'angolo di scotta, flettendo le aste e lascando la tensione sull'amantiglio e dunque dando grasso alla randa dal lato della balumina.
Bordo
- il fianco della nave. Si dice "a bordo" (sulla nave), "fuori bordo" (al di fuori della nave, ma nelle immediate vicinanze), "sottobordo" (sul molo/banchina in prossimità della nave), ed "entrobordo" (per i motori, in contrapposizione a "fuoribordo").
- segmento retto percorso mantenendo le stesse mure al vento; tratto di percorso tra due cambi di direzione (virate e/o abbattute).
Bordo liberoparte dello scafo compreso tra la falchetta, limiti dello scafo in coperta e la linea di galleggiamento, vedi: opera morta.
Borellocavicchio di legno in forma cilindrica utilizzato per unire due cavi, infilandosi in occhielli terminali di essi.
Borosacima (manovra corrente) atta a ridurre la superficie della randa esposta al vento quando questo diventa troppo forte. La manovra di riduzione è detta presa di terzaroli.
Bottazzotipo di parabordo.
Bozzaritenuta su un cavo o una catena.
BozzellameAssortimento o quantità di bozzelli.
Bozzellerial'officina dove si lavorano i bozzelli negli arsenali.
Bozzellonome generico delle carrucole in uso nella marina:
- Bozzello stroppato in cavo: con stroppo di corda;
- Bozzello stroppato in ferro: con stroppo di ferro;
- Bozzello bronzinato: in cui il perno della puleggia è confitto tra due bronzine incastrate nella cassa;
- Bozzello a cilindri: quello bronzinato, le cui bronzine contengono alcuni cilindretti d'acciaio e girano con questo per attenuare l'attrito. Usato per i bracci dei pennone;
- Bozzello semplice, doppio, triplo: a una, due, tre pulegge rotanti intorno al medesimo perno;
- Bozzello taglia: a cassa parallelepipeda, con quattro pulegge rotanti sul medesimo perno. Usato per le manovre di forza negli arsenali e negli scali di costruzione e d'alaggio;
- Bozzello chiuso: quello semplice la cui cassa è per metà completamente chiusa, lasciando solo due aperture per il passaggio della corda;
- Bozzello a gancio: con stroppo fornito di un gancio di ferro;
- Bozzello a mulinella: con stroppo di ferro fornito di gancio girevole intorno al proprio asse;
- Bozzello a coda: con stroppo di cavo terminato da un pezzo di corda lungo un metro o due che serve per applicare il bozzello su d'una manovra;
- Bozzello di guida: opportunamente collocato, serve a dare una determinata direzione a una corda che si debba tirare;
- Bozzello di ritorno: ciascuno dei bozzelli fissi dai quali escano i capi delle manovre correnti per essere distesi o tirati;
- Bozzello a violino: così chiamato per la sua forma, ha due pulegge rotanti su perni diversi e di diametro disuguale disposte nel medesimo piano, l'una superiormente all'altra;
- Bozzello a scarpa: a due pulegge rotanti su perni diversi, l'una sotto l'altra, ma disposte in piani perpendicolari tra loro.
- Bozzello vergine: formato da due piccoli bozzelli semplici con pulegge di uguale diametro, congiunti in modo che le pulegge risultino l'una superiore all'altra e nel medesimo piano.
Bracciarecazzare il braccio di un pennone o del tangone dello spinnaker.
Bracciomanovra che regola l'angolo dei pennoni rispetto all'asse della chiglia. Sulle barche con armo moderno (bermudiano) è la manovra che regola orizzontalmente il tangone dello spinnaker.
Brancarellefori rinforzati, occhi o maniglie di cavo lungo le cadute delle vele, sulla stessa linea dei matafioni.
Briccole, o bricolegruppi di pali piantati nei bassofondali, generalmente lagunari, per indicare la via navigabile.
Buco del gattoapertura circolare stretta che permette l'accesso alla coffa.
Buglioloequivalente di secchio, recipiente adatto a contenere liquidi.
Bugna
- angolo inferiore e posteriore della vela in cui vengono inferite le manovre o scotte.
- per similitudine ammaccatura, può essere sporgente o rientrante generalmente è riferita alle imbarcazioni costruite in metallo.
Bulinchia
- sistema di chiusura di un osteriggio o di un passauomo.
BulboCon l'espressione "prua a bulbo" si usa indicare la forma della prua di una nave che nella parte inferiore presenta un rigonfiamento tale da fare assumere alla prua la forma di un bulbo. Tale soluzione tende a peggiorare, seppur di poco, il rendimento idrodinamico complessivo, ma migliora il comportamento della nave in caso di mare mosso e la governabilità della stessa, in termini di manovrabilità in porto e mantenimento della rotta durante la navigazione. Nelle moderne imbarcazioni a vela il bulbo è un siluro in materiale pesante (acciaio, piombo), posto al termine della pinna di deriva, con funzione principalmente di zavorra.
BurrascaTermine che indica la forza del vento (non del mare), corrispondente a forza 8 della scala Beaufort, vento da 34 a 40 nodi con onde moderatamente alte. Le creste si rompono e formano spruzzi vorticosi che vengono risucchiati dal vento.
Bussolastrumento che indica sempre lo stesso punto di riferimento e che quindi permette di definire la direzione o il rilevamento.
ButtafuoriAnche noto come Jockey-Pole, è un corto braccio simile ad un tangone che viene usato per far sporgere qualche cosa fuori bordo; l'uso tipico è per evitare che il braccio dello spinnaker possa strisciare contro il sartiame.